# Tomas Oneborg
Tomas Krister Oneborg (28 de março de 1958 - 29 de março de 2020) foi um fotógrafo sueco.

## Biografia
Oneborg nasceu em Hägersten, perto de Estocolmo, e trabalhou como fotógrafo de imprensa no Svenska Dagbladet de 1986 até à sua morte. As suas fotos das consequências do ataque terrorista em Estocolmo em 2017, que deixou cinco pessoas mortas, foram premiadas com o segundo lugar na Foto do Ano.
Oneborg morreu na sua casa em Estocolmo, no dia 29 de março de 2020, de COVID-19.